# Finala Campionatului Mondial de Fotbal 1970
Finala Campionatului Mondial de Fotbal 1970 este meciul decisiv de la Campionatul Mondial de Fotbal din 1970. Brazilia a lovit prima prin Pelé, care a marcat cu capul dintr-o pasă a lui Rivelino în minutul 18. Roberto Boninsegna a egalat pentru Italia după o gafă în defensiva braziliană. În a doua jumătate, puterea de atac și creativitatea Braziliei au fost prea mult pentru o națională  a Italiei, care era mai mult preocupată apărare. Gérson a tras un șut puternic pentru golul doi și a ajutat la marcarea celui de al treilea. Pelé dintr-o lovitură liberă i-a pasat lui Jairzinho care a marcat pentru 3-1. Căpitanul Carlos Alberto Torres a marcat pentru golul de 4-1, acesta fiind considerat unul dintre cele mai frumoase goluri marcate vreodată în istoria turneului.

## Detaliile meciului
| Brazilia                                             | 4 – 1  | Italia         |
| ---------------------------------------------------- | ------ | -------------- |
| Pelé 18' Gérson 66' Jairzinho 71' Carlos Alberto 86' | Report | Boninsegna 37' |

| Brazilia | Italia |

| BRAZILIA:     |    |                    |                 |
|               |    |                    |                 |
| P             | 1  | Félix              |                 |
| F             | 2  | Hércules Brito     |                 |
| F             | 3  | Wilson Piazza      |                 |
| F             | 4  | Carlos Alberto (c) |                 |
| F             | 16 | Everaldo           |                 |
| M             | 5  | Clodoaldo          |                 |
| M             | 8  | Gérson             |                 |
| A             | 7  | Jairzinho          |                 |
| A             | 9  | Tostão             |                 |
| A             | 10 | Pelé               |                 |
| M             | 11 | Rivelino           | Cartonaș galben |
| Antrenor:     |    |                    |                 |
| Mário Zagallo |    |                    |                 |

| ITALIA:              |    |                        |                 |     |
|                      |    |                        |                 |     |
| P                    | 1  | Enrico Albertosi       |                 |     |
| F                    | 2  | Tarcisio Burgnich      | Cartonaș galben |     |
| F                    | 3  | Giacinto Facchetti (c) |                 |     |
| F                    | 5  | Pierluigi Cera         |                 |     |
| F                    | 8  | Roberto Rosato         |                 |     |
| M                    | 10 | Mario Bertini          |                 | 75' |
| M                    | 15 | Sandro Mazzola         |                 |     |
| M                    | 16 | Giancarlo De Sisti     |                 |     |
| A                    | 13 | Angelo Domenghini      |                 |     |
| A                    | 20 | Roberto Boninsegna     |                 | 84' |
| A                    | 11 | Luigi Riva             |                 |     |
| Schimbări:           |    |                        |                 |     |
| M                    | 14 | Gianni Rivera          |                 | 84' |
| M                    | 18 | Antonio Juliano        |                 | 75' |
| Antrenor:            |    |                        |                 |     |
| Ferruccio Valcareggi |    |                        |                 |     |

| Tușieri: Rüdi Scheurer Norberto Angel Coerezza |